# Crescendo: Eien Dato Omotte Ita Ano Koro
Crescendo: Eien Dato Omotte Ita Ano Koro error: {{nihongo}}: Cal text en japonès o romaji (help) és un joc bishoujo produït per Digital Object, llançat al Japó el 28 de setembre de 2001. Una versió del joc completament amb veus fou llançat al Japó el 25 de juliol de 2003, que inclou totes les veus (a part de la dels protagonistes) i escenaris estesos per a cada personatge. Les veus d'aquesta versió del joc, però no així els escenaris estesos, foren utilitzats per G-Collections en la traducció anglesa del joc, que fou llançada l'1 de juny de 2003.
El joc segueix a Ryo Sasaki pels últims 5 dies de secundària. El jugador controla les interaccions i decisions de Ryo des d'un punt de vista omniscient en tercera persona, amb la finalitat d'ajudar-lo a resoldre situacions de la seua vida personal i també la seua relació romàntica.
La història és presentada com text, sobre els gràfics del lloc on es troba actualment el jugador i els altres personatges que estan presents en l'escena. El jugador progressa a través de la història i ocasionalment se li presenten decisions que determinaren la història a seguir i el final d'aquesta.